# Saint-Bard
 Saint-Bard  là một xã thuộc tỉnh Creuse trong vùng Nouvelle-Aquitaine miền trung nước Pháp. Xã này nằm ở khu vực có độ cao trung bình 645 mét trên mực nước biển.